# Dálnice D1 (Slovensko)
Dálnice D1 (slovensky Diaľnica D1) je nejstarší a nejdelší dálnice na území Slovenska, která má po dokončení propojit Bratislavu, Trnavu, Trenčín, Žilinu, Martin, Poprad, Prešov, Košice a slovensko-ukrajinskou hranici (hraniční přechod Vyšné Nemecké – Užhorod), kde na ni navazuje ukrajinská silnice M06. Je součástí evropských silnic E50, E58, E75, E442 a E571.
Dálnice je ve výstavbě od roku 1972 a v roce 2023 z ní bylo zprovozněno 395,9 kilometrů z celkové plánované délky 512,4 kilometrů. I přes různé stanovené termíny jejího dokončení z minulosti (roky 1990, 2000, 2005, 2010 či 2013) bude v celé délce průjezdná nejdříve v roce 2040. Výstavba dálnice je náročná především v kopcovitém terénu mezi Žilinou a Ružomberkem. Dvanáctý tunel Dargov se plánuje východně od Košic a stavět se začne nejdříve po roce 2030. V současnosti (2019) jsou z těchto dvanácti tunelů v provozu jen sedm – tunel Branisko (4 975 m), tunel Lučivná (250 m), tunel Bôrik (999 m), tunel Šibenik (635 m) tunel Ovčiarsko (2 360 m), tunel Žilina (655 m) a tunel Prešov (2 244 m). Ve výstavbě jsou  tunel Čebrať (3 600 m) a tunel Višňové (7 445 m). Nejdelší z tunelů na dálnici D1 bude tunel Višňové v úseku Žilina – Martin. V přípravě je výstavba tunelů Korbeľka (5 868 m), Havran (2 820 m) a Dargov (4 008 m).
Kromě tunelů se budují mnohé mosty, viadukty a estakády, z nichž nejdelší je Estakáda Hričovský kanál, která bude se svou délkou 1 695 metrů jedním z nejdelších silničních mostů na Slovensku.
Na začátku roku 2025 je zprovozněno 395 kilometrů dálnice D1. Na západním Slovensku, na dolním a středním Pováží, je to 198 kilometrů, což je zatím nejdelší souvislý úsek dálnice na Slovensku. Vede z Bratislavy přes Trnavu, Piešťany, Trenčín a Považskou Bystrici až do Lietavské Lúčky u Žiliny. Technicky nejnáročnější je dálnice mezi Žilinou a Ružomberkem. Výstavba nabrala několikaletý skluz a na prvním úseku Dubná Skala – Turany výstavba začala až v listopadu roku 2011.
Na severním a východním Slovensku (mezi Žilinou a Bidovci) je zatím postaveno 183 kilometrů mezi Ivachnovou u Ružomberku a Bidovci. Dále je zprovozněn 16km úsek Dubná Skala – Turany v okolí měst Martin a Vrútky.
V současnosti (2025) probíhá výstavba úseků Hubová – Ivachnová (obchvat města Ružomberok), který by měl být hotov v roce 2025 a Lietavská Lúčka – Dubná Skala s tunelem Višňové (obchvat Žiliny), který by měl být hotov v roce 2026. Výstavba úseku Turany – Hubová, což bude poslední chybějící úsek na trase Bratislava – Košice, ještě nezačala, když po desítkách let plánovaní není vybrána jedna varianta trasy. Úsek nebude hotov před rokem 2032.
V srpnu 2024 vypsala slovenská Národná diaľničná spoločnosť (NDS) tender na dostavbu úseku D1 Turany – Hubová, stavba by měla trvat 7 let a stát by měla 1,473 miliardy eur bez DPH (37 miliard korun).

## Historie

### Do roku 1989
Koncem 50. let 20. století se silniční provoz dostal na předválečnou úroveň a v dalších letech ji rychle překonal, čímž se kapacity československé silniční sítě naplnily. Do hry se dostala výstavba dálnic jako komplexní dálniční sítě, definované usnesením vlády ČSSR č. 286 ze dne 10. dubna roku 1963. Dálnice D1 měla spojovat města Praha, Brno, Uherské Hradiště, Trenčín, Žilina, Vrútky, Ružomberok, Poprad, Košice a státní hranice se Sovětským svazem u města Užhorod. Projektovaná délka dálnice byla 712 km, z toho přes Slovensko mělo vést 402 km z celkové délky. Dálnice D61 měla při délce 107 km spojit Bratislavu, Trnavu a Piešťany s dálnicí D1 u Trenčína. Výstavba začala v roce 1967 na úseku Praha–Humpolec, přičemž se využily i některé nedokončené mosty protektorátní dálnice.
Jako první část na slovenském území se začal stavět úsek Bratislava–Senec, který byl zprovozněn 12. prosince 1975. V tu dobu se již stavěl úsek na Liptov, kde finišovala výstavba vodní nádrže Liptovská Mara. Jednalo se o úsek Ivachnová – Liptovský Ján, který v prvotních plánech výstavby vodní nádrže figuroval jako přeložka silnice I/18. V té době totiž ještě nebyla v plánech zanesena dálniční síť. Do konce 70. let 20. století se ještě stihl dokončit úsek dálnice D61 Senec–Trnava. V tomto desetiletí bylo odevzdáno do provozu 57,369 km dálnice D1.
Podrobnější přehled nabízí následující tabulka:
| Úsek                              | Délka     | Začátek výstavby | Konec výstavby |
| --------------------------------- | --------- | ---------------- | -------------- |
| Bratislava – Senec                | 16,800 km | 1/1972           | 12. 12. 1975   |
| Liptovský Mikuláš – Liptovský Ján | 7,130 km  | 3/1972           | 9. 12. 1976    |
| Ivachnová – Liptovský Mikuláš     | 14,332 km | 1/1973           | 12/1977        |
| Senec – Trnava                    | 19,107 km | 1/1975           | 11/1978        |
| Dohromady: 57,369 km              |           |                  |                |

V 80. letech se budovaly další technicky méně náročné úseky na Pováží a v Liptovu. Byla vystavěna i dálnice mezi východoslovenskými metropolemi Prešov a Košice. Podařilo se zprůjezdnit 70,068 km dálnice a dalších 7 km polovičního profilu úseku Liptovský Hrádok – Hybe. Sametová revoluce zastihla dálniční stavitelství v útlumu, když v listopadu roku 1989 se dokončoval jen plný profil výše zmíněného úseku na Liptově, připravovaly se podklady pro obchvat Trenčína a úsek Chocholná – Skala – Nemšová. V roce 1987 byla tehdejší dálnice D61 vládním usnesením doplněna o úsek Bratislava – státní hranice s Rakouskem o délce 2,5 km.
| Úsek                                 | Délka     | Začátek výstavby | Konec výstavby |
| ------------------------------------ | --------- | ---------------- | -------------- |
| Trnava – Hlohovec                    | 18,463 km | 4/1978           | 9/1982         |
| Prešov, jih – Ličartovce             | 8,640 km  | 4/1977           | 11/1982        |
| Liptovský Ján – Liptovský Hrádok     | 5,510 km  | 4/1975           | 12/1983        |
| Prístavný most – Mierová             | 3,500 km  | 4/1978           | 12/1983        |
| Hlohovec – Piešťany                  | 15,130 km | 6/1980           | 7/1985         |
| Liptovský Hrádok – Hybe (poloprofil) | 7,000 km  | 4/1983           | 6/1986         |
| Ličartovce – Budimír                 | 10,500 km | 4/1983           | 4/1988         |
| Piešťany – Horná Streda              | 8,325 km  | 9/1984           | 6/1988         |
| Dohromady: 70,068 km + 7 km          |           |                  |                |

Za dob socialismu bylo celkově zprovozněno 127,437 km dnešní dálnice D1 v plném profilu a dalších 7 km v polovičním. Zajímavostí je, že prvotní plány z roku 1963 počítaly s kompletním dokončením základní dálniční sítě do roku 1990.

### 1989–2006
Po Sametové revoluci se začala ekonomika a hospodářství státu přetvářet z příkazového na tržní. S tím byla spojena i restituce a privatizace. Začal se objevovat problém s vykupováním pozemků pod budoucími úseky dálnice. Velmi významným krokem bylo i zpoplatnění dálnic na území Slovenska od roku 1996. Byla zavedena povinnost předkládat studie dopadů stavby na životní prostředí.
První roky po revoluci byly tedy spojeny s nedostatkem financí na výstavbu i s problémy se získáváním pozemků a ekologickými otázkami. V roce 1990 se dokončil plný profil úseku Liptovský Hrádok – Hybe a o rok později se ještě rozestavěl obchvat Trenčína, který měl připravené podklady ještě z komunistické éry a byl dokončen postupně v letech 1997 a 1998. Výstavba později pokračovala i mezi Piešťanami a Trenčínem, u Ladce a na Liptově u obce Važec, i když jen v polovičním profilu. Známé bylo slavnostní otvírání úseků slavnými osobnostmi (Claudia Schifferová, či Gérard Depardieu) za vlády Vladimíra Mečiara. Od začátku demokratické éry po konec vlády Vladimíra Mečiara v roce 1998 se postavilo jen 17 kilometrů dálnice v plném profilu, 56,277 km v polovičním profilu a 7 km bylo dokončeno na plný profil.
| Úsek                                                                            | Délka     | Začátek výstavby | Konec výstavby |
| ------------------------------------------------------------------------------- | --------- | ---------------- | -------------- |
| Liptovský Hrádok – Hybe (plný profil)                                           | 7,000 km  | 4/1987           | 10/1990        |
| Chocholná – Skala                                                               | 10,300 km | 9/1991           | 1997           |
| Skala – Nemšová                                                                 | 6,700 km  | 1994             | 1998           |
| Horná Streda – Nové Mesto n. V. (poloprofil)                                    | 14,008 km | 1996             | 10. 9. 1998    |
| Nové Mesto n. V. – Chocholná (poloprofil)                                       | 15,268 km | 1996             | 10. 9. 1998    |
| Nemšová – Ladce (poloprofil)                                                    | 16,628 km | 1996             | 10. 9. 1998    |
| Hybe – Važec (poloprofil)                                                       | 10,463 km | 1996             | 10/1998        |
| Dohromady: 17,000 km + 56,277 km poloprofil + 7,000 km dokončení plného profilu |           |                  |                |

Po nástupu Mikuláše Dzurindy jako předsedy vlády Slovenské republiky byla výstavba dálnic zmrazena pro nedostatek financí. Netýkalo se to úseků, které měly rozestavěný druhý profil – převážně na středním Pováží (okolí Nového Mesta nad Váhom). Výstavba byla zastavena na úseku Ladce – Sverepec, Vrtižer – Hričovské Podhradie a Važec – Mengusovce.
V roce 1999 byla usnesením vlády Slovenské republiky o koncepci rozvoje dálniční infrastruktury schválena nova síť dálnic a bylo také rozhodnuto, že nová dálnice D1 se bude skládat z původně plánovaných dálnic D1 a D61. Změna číslování byla způsobena předchozím rozpadem federace, takže dálnice D1 by na Slovensku začínala na hraničním přechodě Drietoma a pokračovala do Trenčína a dále na východ přes Žilinu, Vrútky, Poprad, Prešov a Košice. Úsek od Bratislavy po Trenčín byl číslován jako D61, což zbytečně způsobovalo problémy v evidenci. Stejně tak bylo prestižnější označit dálnice D1 a D61 jako jeden tah, čímž byl zvýrazněn jeho význam. Zároveň byl od dálnice odčleněn úsek na rakouské hranice – dnes součást dálnice D4). Pozapomnělo se však na značení dálnice, takže i dnes je možno vidět na úsecích na východním Slovensku kilometrovníky s příliš vysokými číslicemi. Například na úseku mezi Prešovem a Košicemi se nacházejí kilometrovníky s označením okolo 600. kilometru, přesto, že celková plánovaná délka dálnice D1 od Bratislavy po Záhor je 516 kilometrů.
Výstavba se postupem času pomalu rozběhla, ale opětovně narážela na problémy s projektovými přípravami. Od roku 1996 se stavěl prvý slovenský dálniční tunel – Tunel Branisko, jehož financování je dodnes kontroverzní a tehdejší vláda je kritizována za výrazné předražení stavby. Další úseky se stavěly v Bratislavě, kde byl dokončen vnitřní průtah městem, čímž byla tranzitní doprava odkloněna z centra. Dvě vlády Mikuláše Dzurindy vystavěly 26,422 km dálnice v plném profilu, 7,6 km v polovičním profilu a dokončily se plné profily čtyř úseků v celkové délce 56,277 km. Projekčně byly připraveny i další úseky, stavět se začalo pod Tatrami a u Prešova a byla obnovena výstavba úseků na horním Považí, pozastavených v roce 1998.
| Úsek                                                                            | Délka     | Začátek výstavby | Konec výstavby |
| ------------------------------------------------------------------------------- | --------- | ---------------- | -------------- |
| Horná Streda – Nové Mesto n. V. (plný profil)                                   | 14,008 km | 1996             | 18. 10. 2000   |
| Nové Mesto n. V. – Chocholná (plný profil)                                      | 15,268 km | 1996             | 1. 10. 2000    |
| Nemšová – Ladce (plný profil)                                                   | 16,628 km | 1996             | 9. 11. 2000    |
| Hybe – Važec (plný profil)                                                      | 10,463 km | 1996             | 16. 11. 2000   |
| Beharovce – Fričovce (obchvat Širokého)                                         | 3,060 km  | 1999             | 9/2001         |
| Mierová – Senecká                                                               | 6,475 km  | 15.6.1999        | 31. 8. 2002    |
| Beharovce – Fričovce (obchvat Fričovců)                                         | 3,170 km  | 1999             | 29. 6. 2003    |
| Beharovce – Fričovce (Tunel Branisko; poloprofil)                               | 7,600 km  | 4/1996           | 29. 6. 2003    |
| Viedenská – Prístavný most                                                      | 3,867 km  | 20. 3. 2003      | 4. 12. 2005    |
| Ladce – Sverepec                                                                | 9,940 km  | 1/1998           | 7. 12. 2005    |
| Dohromady: 26,512 km + 7,600 km poloprofil + 56,277 km dokončení plného profilu |           |                  |                |

### 2006–2012
První vláda Roberta Fica po svém nástupu v roce 2006 vyhlásila urychlení výstavby dálnic, přičemž největší prioritou bylo dokončení dálnice D1 po Košice. Vedení státu se zavázalo připravit všechny podklady pro začátek výstavby do konce volebního období. V roce 2007 byly ohlášeny takzvané PPP-projekty, i přes to, že ještě v roce 2006 se o nich uvažovalo jen jako o krajním řešení. Chybějící úseky dálnice měl tedy postavit a následně 30 let provozovat soukromý investor. Tyto úseky dálnice D1 byly rozděleny do dvou balíků: Prvý balík PPP zahrnoval úseky mezi Martinem a Prešovem v celkové délce 75,032 km, Třetí balík PPP zahrnoval úseky mezi Žilinou a Martinem s délkou 24,827 km a 4,85 km dlouhý dálniční přivaděč v Lietavské Lúčce. Druhý balík PPP obsahoval úseky na rychlostní silnici R1. Veřejná soutěž proběhla za komplikovaných poměrů, vyloučení uchazeči podávali různá odvolání. Kromě samotné soutěže byla kritizována i vysoutěžená cena za výstavbu, provoz a správu postavených úseků. Nedostatek financí a neochota finančních trhů nabídnout úvěry koncesionářům způsobily vícenásobné odsouvání začátku realizace PPP-projektů.
V roce 2009 se navíc vyskytl problém s už skoro odsouhlasenou změnou trasování dálnice nedaleko Turan. Původně se měl realizovat Tunel Korbeľka, který obcházel úzké údolí Váhu, ale později se prvotní plány změnily a schválila se trasa přes údolí, především kvůli nižším stavebním nákladům. Tato skutečnost vyvolala nevoli eko-aktivistů, ale přes to na přelomu let 2009 a 2010 začaly přípravné práce s odvozem ornice a vykácením lesů. Přípravné práce údajně zničily chráněná území evropského významu, což bylo prošetřováno i Evropskou komisí.
Kromě projekční přípravy úseků, které se staly předmětem PPP-projektů, se za období mezi lety 2006–2010 dokončilo 72,646 km dálnice D1 v plném profilu a 5,21 km v polovičním profilu. 59,729 zprůjezdněných plnoprofilových kilometrů však bylo rozestavěno ještě v období vlády Mikuláše Dzurindy. Nejdůležitější stavbou za období 2006 až 2010 byl úsek Sverepec – Vrtižer, který vede přímo nad Považskou Bystricí a kterým se zkompletovala část dálnice D1 z Bratislavy do Žiliny. Nejvýznamnějším objektem je Estakáda Považská Bystrica, která vytvořila novou dominantu města.
| Úsek                                    | Délka     | Začátek výstavby | Konec výstavby |
| --------------------------------------- | --------- | ---------------- | -------------- |
| Vrtižer – Hričovské Podhradie           | 12,904 km | 1. 10. 1998      | 30. 6. 2007    |
| Važec – Mengusovce                      | 12,225 km | 8/1998           | 14. 8. 2008    |
| Poprad, západ – Poprad, východ          | 6,230 km  | 10. 4. 2006      | 6. 12. 2008    |
| Poprad, východ – Jánovce                | 11,620 km | 8/2005           | 3. 9. 2009     |
| Mengusovce – Poprad, západ              | 8,800 km  | 10. 4. 2006      | 5. 12. 2009    |
| Sverepec – Vrtižer                      | 9,595 km  | 12. 12. 2007     | 31. 5. 2010    |
| Jablonov – Studenec (poloprofil)        | 5,210 km  | 17. 4. 2009      | 7. 6. 2010     |
| Studenec – Beharovce                    | 3,322 km  | 2. 4. 2009       | 7. 6. 2010     |
| Svinia – Prešov, západ                  | 7,950 km  | 12/2005          | 7. 6. 2010     |
| Celkem: 72,646 km + 5,210 km poloprofil |           |                  |                |

Po nástupu vlády Ivety Radičové splnila předvolební slib a přehodnotila PPP-projekty na dálnici D1. Platnost koncesní smlouvy na tzv. První balík vypršela dne 31. srpna 2010 a stát odmítl prodloužit termín na uzavření definitivního kontraktu z důvodu neschopnosti investora dodat dostatečný kapitál. Podobná situace nastala i v případě koncesní smlouvy na tzv. Třetí balík, jejíž platnost vypršela 15. prosince 2010. Vláda se rozhodla stavět dálnice za pomoci evropských fondů a termín dokončení D1 mezi Bratislavou a Košicemi stanovila na rok 2017.
Na úseku Jánovce – Levoča začala výstavba 20. června 2011 a měl by být dokončen v roce 2013. Na začátku listopadu 2011 začala výstavba úseku Dubná Skala – Turany a Fričovce – Svinia, které by měly být hotové na přelomu let 2014 a 2015.

### Od roku 2012
Po nástupu druhé vlády Roberta Fica bylo opět avizované urychlení dostavby dálnic. Robert Fico označil jako prioritu dobudovat dálnici D1 mezi Bratislavou a Košicemi do roku 2017 a rychlostní silnici R2 mezi Zvolenem a Rimavskou Sobotou. Z důvodu nedostatku financí ve státním rozpočtu není vyloučeno ani obnovení PPP-projektů. V roce 2012 začala stavba úseku Levoča – Jablonov, který byl uveden do provozu v létě 2015.
| Úsek                                  | Délka     | Začátek výstavby | Konec výstavby     |
| ------------------------------------- | --------- | ---------------- | ------------------ |
| Jablonov – Studenec (plný profil)     | 5,210 km  | 17. 4. 2009      | 14. 12. 2012       |
| Jánovce – Levoča                      | 9,000 km  | 20. 6. 2011      | 2015               |
| Dubná Skala – Turany                  | 16,450 km | 11. 11. 2011     | 2014               |
| Fričovce – Svinia                     | 11,217 km | 24. 11. 2011     | 2015               |
| Levoča – Jablonov                     | 9,54 km   | 25. 6. 2012      | 2015               |
| Hubová – Ivachnová                    | 15,250 km | 2013             | předpoklad 2025    |
| Hričovské Podhradie – Lietavská Lúčka | 11,317 km | 2014             | 2021               |
| Lietavská Lúčka - Dubná Skala         | 13,5 km   | 2014             | předpoklad 02/2026 |

V současnosti probíhá výstavba úseků Hubová – Ivachnová s tunelem Čebrať, který by měl být hotov v roce 2025 a Lietavská Lúčka – Dubná Skala s tunelem Višňové, který by měl být hotov v roce 2026.  Výstavba úseku Turany – Hubová, což bude poslední chybějící úsek na trase Bratislava – Košice, ještě nezačala, když po desítkách let plánovaní není vybrána jedna varianta trasy. Úsek nebude hotov před rokem 2032.

## Rozšíření
Dálnice D1 je v současnosti rozšířena na šest pruhů v úseku Bratislava – Trnava. Výstavba začala na jaře 2008. Šestiproudová dálnice do Sence byla odevzdána do užívání 24. října 2009, zbytek po Trnavu 17. listopadu 2009. Vláda i Národní dálniční společnost byly za tento úsek velmi kritizované, protože zde nebyly vybudovány ani nové odstavné pruhy, ani odbočovací a připojovací pruhy. Z tohoto důvodu byla na tomto úseku snížena rychlost na 110 km/h. V létě roku 2012 bylo vybudováno několik odstavných ostrůvků a rychlost byla zvýšena na 130 km/h, ale jen v období mezi devatenáctou a pátou hodinou. Na celém úseku měly být dobudovány odstavné pruhy do konce roku 2028. Výhledově se počítá[kdo?] i s dalším rozšiřováním dálnice.

## Přehled úseků dálnice
| Pořadové číslo | Slovenské označení úseku                                               | Délka [km]           | Zahájení výstavby | Uvedení do provozu | Výjezdy a křižovatky                                                                         |
| -------------- | ---------------------------------------------------------------------- | -------------------- | --- | --- | -------------------------------------------------------------------------------------------- |
| 1.             | Bratislava, Viedenská – Bratislava, Prístavný most                     | 3,2                  | 2003 | 2005 | Bratislava – Pečňa, Bratislava – Viedenská, Bratislava – Panónska                            |
| 2.             | Bratislava, Prístavný most – Bratislava, Prievoz                       | 3,0                  | 1977 | 1983, levá polovina, 1985, pravá polovina                                                                                         | Bratislava – Ovsište, Bratislava – Prievoz                                                   |
| 3.             | Bratislava, Prievoz – Bratislava, Mierová                              | 2,6                  | 1984 | 1990 | Bratislava – Gagarinova                                                                      |
| 4.             | Bratislava, Mierová – Bratislava, Senecká cesta                        | 5,5                  | 1999 | 2002 | Bratislava – Galvaniho, Bratislava – Letisko, Bratislava - Vajnory Bratislava – Zlaté piesky |
| 5.             | Bratislava, Senecká cesta – Senec                                      | 13,0                 | 1972 | 1975 | Ivanka pri Dunaji, Triblavina, Senec                                                         |
| 6.             | Senec – Trnava                                                         | 23,1                 | 1975 | 1978 | Blatné, Voderady, Trnava                                                                     |
| 7.             | Trnava – Hlohovec                                                      | 15,9                 | 1978 | 1982 | Hlohovec                                                                                     |
| 8.             | Hlohovec – Piešťany                                                    | 17,7                 | 1980 | 1985 | Červeník, Piešťany                                                                           |
| 9.             | Piešťany – Horná Streda                                                | 8,1                  | 1984 | 1988 | Horná Streda                                                                                 |
| 10.            | Horná Streda – Nové Mesto nad Váhom                                    | 14,4                 | 1997 | 1998, levá polovina, 2000, pravá polovina                                                                                         | Lúka                                                                                         |
| 11.            | Nové Mesto nad Váhom – Chocholná                                       | 13,1                 | 1996 | 1998, levá polovina, 2000, pravá polovina                                                                                         | Nové Mesto nad Váhom                                                                         |
| 12.            | Chocholná – Skala                                                      | 10,3                 | 1991 | 1996 | Trenčín – Jih, Trenčín – západ , Výjezd pro potřeby údržby dálnice                           |
| 13.            | Skala – Nemšová                                                        | 7,6                  | 1994 | 1996 | Nemšová                                                                                      |
| 14.            | Nemšová – Ladce                                                        | 15,5                 | 1996 | 1998, levá polovina, 2000, pravá polovina                                                                                         | Ilava, Ladce                                                                                 |
| 15.            | Ladce – Sverepec                                                       | 11,3                 | 1998 | 2004, podúsek Ladce – Beluša, 2005, zbytek úseku                                                                                  | Beluša                                                                                       |
| 16.            | Sverepec – Vrtižer                                                     | 9,8                  | 2007, II.úsek, 2008, I. úsek | 2010, I. úsek, 2010, II. úsek | Považská Bystrica – Jih, Považská Bystrica – Centrum                                         |
| 17.            | Vrtižer – Hričovské Podhradie                                          | 12,9                 | 1998 | 2007 | Považská Bystrica – Sever, Bytča, Hričovské Podhradie                                        |
| 18.            | Hričovské Podhradie – Lietavská Lúčka                                  | 11,3                 | 2014 | 2021 | -                                                                                            |
| 19.            | Lietavská Lúčka – Dubná Skala                                          | 13,5                 | 2014 | 1/2021 – Výjezd Lietavská Lúčka, 02/2026 – Zbytek úseku                                                                           | Lietavská Lúčka                                                                              |
| 20.            | Dubná Skala – Turany                                                   | 13,5 + 3,3 privádzač | 2011 | 2015 | Dubná Skala, Martin, Turany 1                                                                |
| 21.            | Turany – Hubová                                                        | 13,5                 | 2025 | 2030 | Turany 2                                                                                     |
| 22.            | Hubová – Ivachnová                                                     | 15,2                 | 2013 | 2025 | Hubová, Likavka                                                                              |
| 23.            | Ivachnová – Liptovský Mikuláš                                          | 15                   | 1973 | 1977 | Provizorní napojení silnice I/18, Ivachnová                                                  |
| 24.            | Liptovský Mikuláš – Liptovský Ján                                      | 6,4                  | 1972 | 1976 | Liptovský Mikuláš, Liptovský Ján                                                             |
| 25.            | Liptovský Ján – Liptovský Hrádok                                       | 5,1                  | 1975 | 1983 | Liptovský Hrádok                                                                             |
| 26.            | Liptovský Hrádok – Hybe                                                | 8,2                  | 1983, levá polovina, 1987, pravá polovina                                                                                         | 1986, levá polovina, 1990, pravá polovina                                                                                         | Hybe                                                                                         |
| 27.            | Hybe – Važec                                                           | 10,4                 | 1996 | 1998, pravá polovina, 2000, levá polovina                                                                                         | Východná, Važec                                                                              |
| 28.            | Važec – Mengusovce                                                     | 12                   | 1998 | 2007, levá polovina, 2008, pravá polovina                                                                                         | Štrba, Mengusovce                                                                            |
| 29.            | Mengusovce – Jánovce                                                   | 26,4                 | 2005, II.úsek, 2005, III. úsek – levá polovina, 2006, I.úsek, 2007, III. úsek – pravá polovina                                    | 2008, II. úsek, 2008, III. úsek – levá polovina, 2009, I. úsek, 2009, III. úsek – pravá polovina                                  | Poprad – Západ, Vysoké Tatry, Poprad – Východ, Jánovce                                       |
| 30.            | Jánovce – Jablonov                                                     | 19,2                 | 2011, I. úsek, 2012, II. úsek | 2015, I. úsek, 2015, II. úsek | Levoča                                                                                       |
| 31.            | Jablonov – Studenec                                                    | 4,6                  | 2009, pravá polovina, 2010, levá polovina                                                                                         | 2010, pravá polovina, 2012, levá polovina                                                                                         | Jablonov                                                                                     |
| 32.            | Studenec – Behárovce                                                   | 3,1                  | 2009 | 2010 | Dostavba výjezdu Behárovce                                                                   |
| 33.            | Beharovce – Fričovce                                                   | 13,7                 | 1996, Široké obchvat, 1996, tunel Branisko, pravá tunelová roura, 1997, Beharovce obchvat, pravá polovina, 1997, Fričovce obchvat | 2001, Široké obchvat, 2003, tunel Branisko, pravá tunelová roura, 2003, Beharovce obchvat, pravá polovina, 2003, Fričovce obchvat | Behárovce, Široké, Fričovce                                                                  |
| 33.            | Beharovce obchvat, levá polovina – Tunel Branisko, levá tunelová roura | 7,6                  | 2025 | 2029 | -                                                                                            |
| 34.            | Fričovce – Svinia                                                      | 10,9                 | 2011 | 2015 | Dostavba výjezdu Svinia                                                                      |
| 35.            | Svinia – Prešov, Západ                                                 | 6,8                  | 2005 | 2010 | Svinia, Prešov – Západ                                                                       |
| 36.            | Prešov, Západ – Prešov, Juh                                            | 7,8                  | 2017 | 2021 | Dostavba výjezdu Prešov – Jih                                                                |
| 37.            | Prešov, Juh – Ličartovce                                               | 10,6                 | 1978 | 1982 | Provizorní napojení silnice I/80, Prešov-Juh, Lemešany                                       |
| 38.            | Ličartovce – Budimír                                                   | 9,1                  | 1983 | 1988 | Nová Polhora, Košice-Sever                                                                   |
| 39.            | Budimír – Bidovce                                                      | 14,4                 | 2016 | 2019 | Košické Olšany, Bidovce                                                                      |
| 40.            | Bidovce – Dargov                                                       | 12,6                 | 2030 | 2040? | —                                                                                            |
| 41.            | Dargov – Pozdišovce                                                    | 18,2                 | 2030 | 2040? | Hriadky, Pozdišovce                                                                          |
| 42.            | Pozdišovce – Michalovce                                                | 12,1                 | 2030 | 2040? | Michalovce                                                                                   |
| 43.            | Michalovce – Sobrance                                                  | 15,8                 | 2030 | 2040? | Sobrance                                                                                     |
| 44.            | Sobrance – Záhor, státní hranice Slovensko (EU) / Ukrajina             | 15,5                 | 2030 | 2040? | Záhor                                                                                        |

## Hlavní křižovatky
| D2 |  | (0)   | Bratislava – Pečňa     | provozovaná |
| D4 |  | (15)  | Ivanka pri Dunaji      | ve výstavbě |
| R1 |  | (50)  | Trnava                 | provozovaná |
| R2 |  | (119) | Chocholná              | plánovaná   |
| R6 |  | (159) | Beluša                 | provozovaná |
| D3 |  | (187) | Dolný Hričov           | provozovaná |
| R3 |  | (218) | Martin                 | provozovaná |
| R3 |  | (242) | Ružomberok-západ       | plánovaná   |
| R1 |  | (248) | Ružomberok – Martinček | plánovaná   |
| R4 |  | (400) | Prešov-západ           | provozovaná |
| R2 |  | (433) | Košické Oľšany         | provozovaná |

Na dálnici D1 je vyprojektováno jedenáct křižovatek s dalšími dálnicemi či rychlostními silnicemi. V provozu je sedm z nich.

## Úseky dálnice

### Vnitřní obchvat Bratislavy

#### Viedenská – Prístavný most
Úsek dálnice dlouhý 3,867 km začíná na dálniční křižovatce s dálnicí D2 Bratislava – Pečňa a pokračuje přes mimoúrovňovou křižovatku Viedenská cesta a končí na mimoúrovňové křižovatce s Dolnozemskou ulicí. V převážné míře je dálnice vedena uprostřed Einsteinovy ulice, od které je fyzicky oddělena zdí a protihlukovou stěnou. Na trase úseku se nachází pět lávek pro chodce a cyklisty. Celkové stavební náklady dosáhly na 1,908 miliardy slovenských korun. Začátek výstavby byl původně plánovaný na rok 2002, avšak s výstavbou se začalo až 20. března 2003. Stavba byla odevzdána do předčasného užívání 4. prosince 2005, přičemž postupné dokončovací práce na lávkách probíhaly až do června 2006.

#### Prístavný most – Mierová
Úsek Prístavný most – Mierová ulice má délku 3500 metrů a hlavním objektem tohoto úseku je Prístavný most, postavený jako v pořadí třetí přemostění Dunaje v Bratislavě. Most je dlouhý 460,8 metrů a široký 29,4 metrů a byl vystavěn v období od dubna 1978 do prosince 1985. Už v prosinci roku 1983 byl do předčasného užívání odevzdán pravý jízdní pruh mostu. Celkové stavební náklady v té době dosáhly hodnoty 1,085 miliardy Kčs.

#### Mierová – Senecká
Na tomto úseku dlouhém 6,475 km se nachází pět mimoúrovňových křížení, oboustranné odpočívadlo Zlaté Piesky, devět mostů na větvích mimoúrovňových křižovatek, šest nadjezdů a dva mosty mimo dálnice. Dominantním prvkem na tomto úseku je 1756 metrů dlouhá estakáda Prievoz. Dálnice na tomto úseku vede po okraji intravilánu města, přičemž míjí Letiště Milana Rastislava Štefánika a přírodní koupaliště Zlaté piesky. Stavba začala 15. června 1999. Do provozu byl úsek uveden 31. srpna 2002, avšak dokončen byl až v prosinci roku 2007. Náklady na výstavbu se vyšplhaly na hodnotu 3,544 miliardy slovenských korun.

### Bratislava – Senec
Úsek dlouhý 16,8 km byl prvním dostavěným úsekem tehdejší dálnice D61. Součástí stavby byly 3 mimoúrovňové křižovatky a Středisko správy a údržby dálnic (SSÚD) Bratislava. Náklady na stavbu byly 455,7 miliónů Kčs. Výstavba probíhala v období od ledna roku 1972 do prosince 1976, přičemž úsek byl uveden do předčasného užívání 12. prosince roku 1975. V letech 2008 až 2009 byla dálnice rozšířena na tři pruhy v obou směrech, ale zatím bez odstavných pruhů. Ty měly být hotové do roku 2012, ale jejich výstavba by měla začít v roce 2014.

### Senec – Trnava
Technicky nenáročný úsek dlouhý 19,1 km prohází zemědělskou krajinou. Ve výstavbě byl od ledna 1975. Na úseku se nachází mimoúrovňová křižovatka, osmnáct mostů a oboustranné odpočívadlo. Úsek uvedli do provozu 7. listopadu roku 1978. V letech 2008–2009 se úsek rozšířil na tři pruhy v obou směrech, avšak bez odstavných a připojovacích pruhů. Ty měly být hotové do roku 2012, ale jejich výstavba by měla začít v roce 2014.

### Trnava – Hlohovec
Tento úsek má délku 18,463 km. Výstavba probíhala od dubna 1978 do května roku 1983. Začíná na mimoúrovňové křižovatce Trnava a odtud pokračuje dálnice na severovýchod. Dálnice obchází města Hlohovec a Leopoldov ze západní strany. U Hlohovce se nachází rovnoramenná mimoúrovňová křižovatka. Úsek končí na mimoúrovňové křižovatce Červeník. Na úseku na nachází velké levostranné odpočívadlo Červeník a 20 mostů.

### Hlohovec – Piešťany
Výstavba tohoto úseku s délkou 15,1 km začala červnu roku 1980. Jedná se o technicky nenáročný úsek, který vede paralelně se silnicí I/61. Začíná na křižovatce Červeník, pokračuje západně od obcí Madunice a Drahovce, obchází vodní nádrž Drahovce – Sĺňava a končí na mimoúrovňové křižovatce Piešťany. Na úseku se nachází celkově 17 mostů, velké pravostranné odpočívadlo Červeník a malé oboustranné odpočívadlo Piešťany. Úsek byl uveden do provozu v červnu roku 1985.

### Piešťany – Horná Streda

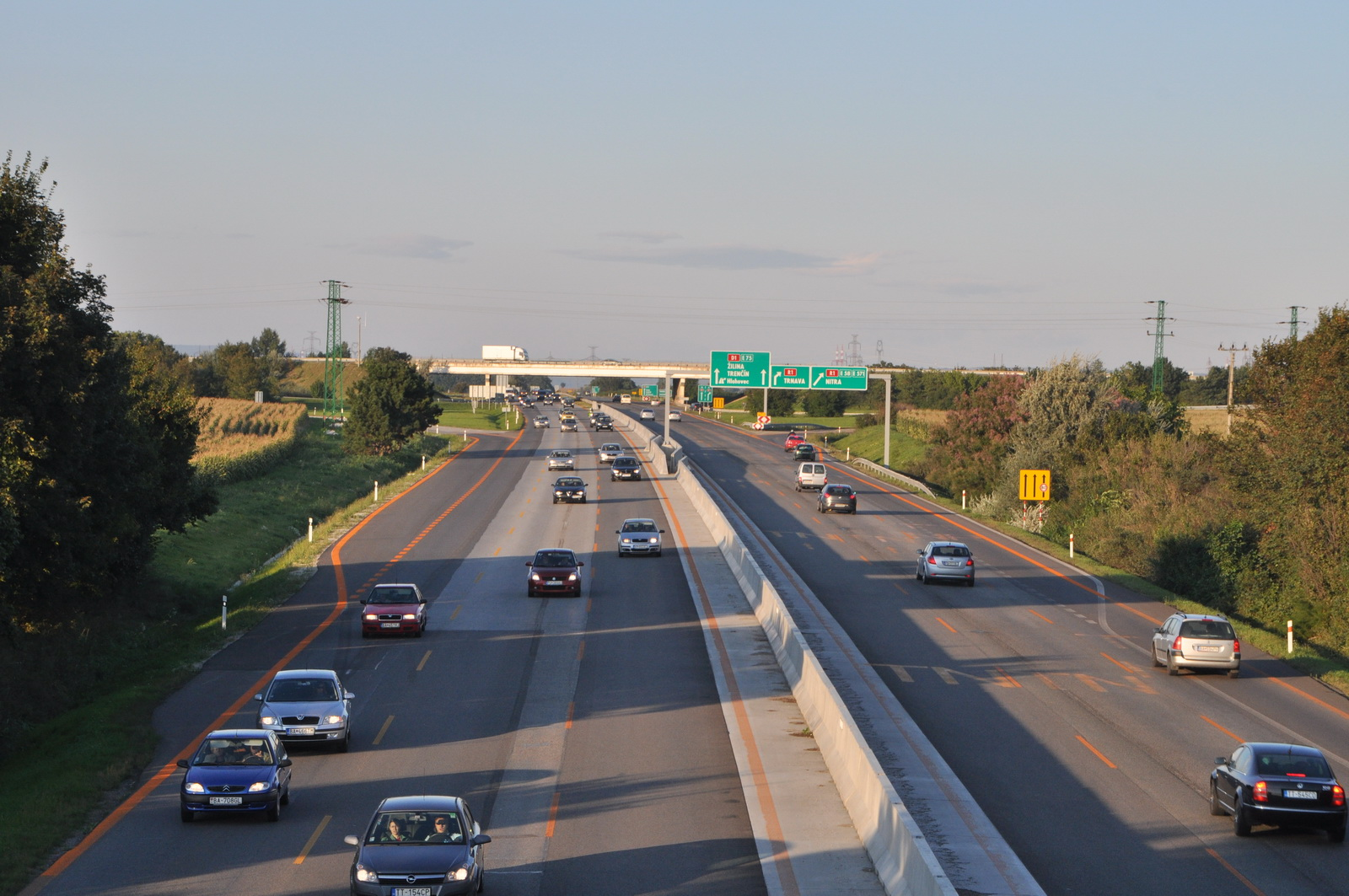
Křižovatka Trnava s R1

Úsek Piešťany – Horná Streda v celkové délce 8,3 km se stavěl v období od září roku 1984 do června roku 1988.

### Horná Streda – Nové Mesto nad Váhom
Úsek s délkou 14 km vede podél řeky Váh. Začíná na křižovatce Horná Streda, odkud pokračuje na sever a končí na mimoúrovňové křižovatce se silnicí II/515 mezi Novým Mestom nad Váhom a Rakoľubmi. Na trase je 16 mostů a odpočívadlo Hrádok. Výstavba začala v roce 1996 a poloviční profil uvedli do provozu 10. září roku 1998. Tohoto úseku se netýkalo zastavení výstavby dálnic, a proto byl plný profil dokončen 18. října 2000.

### Nové Mesto nad Váhom – Chocholná
Úsek se nachází na jižním konci středního Pováží a spojuje města Nové Mesto nad Váhom a Trenčín. V budoucnosti se na křižovatce Chocholná vybuduje křížení s rychlostní silnicí R2. Na dálnici se nacházejí dvě obousměrná odpočívadla Beckov a Kostolná, které slouží i obyvatelům okolních obcí. Na trase je celkově 20 mostů. Výstavba začala v roce 1996 a v polovičním profilu byl úsek v provozu od 10. září roku 1998 spolu s předcházejícím úsekem. Zastavení výstavby dálnic vládou v roce 1999 se ani tohoto úseku netýkalo. Úsek je v plném profilu v provozu od 1. září 2000.

### Chocholná – Nemšová
Úsek s délkou 17 km vytváří severní obchvat Trenčína a nachází se na něm oboustranné odpočívadlo Zamarovce. Je rozdělen na dva podúseky: Chocholná – Skala a Skala – Nemšová a podklady na výstavbu se připravovaly ještě před Sametovou revolucí. Výstavba úseku Chocholná – Skala začala už v září roku 1991, zbytek po Nemšovou v roce 1994. Úsek uvedli do provozu postupně v letech 1997 a 1998. Dokončovací práce a výstavba dálničního přivaděče v Trenčíně pokračovaly do 18. září roku 2002, kdy byl dálniční přivaděč odevzdán do provozu.

### Nemšová – Ladce
Trasa úseku je umístěna mezi Nosický kanál a koryto Váhu. Na trase jsou 3 mimoúrovňové křižovatky. Délka úseku je 16,63 km. S výstavbou se začalo v roce 1996 a úsek uvedli do provozu v polovičním profilu 10. prosince roku 1998. Plný profil byl uveden do provozu 9. listopadu roku 2000.

### Ladce – Sverepec

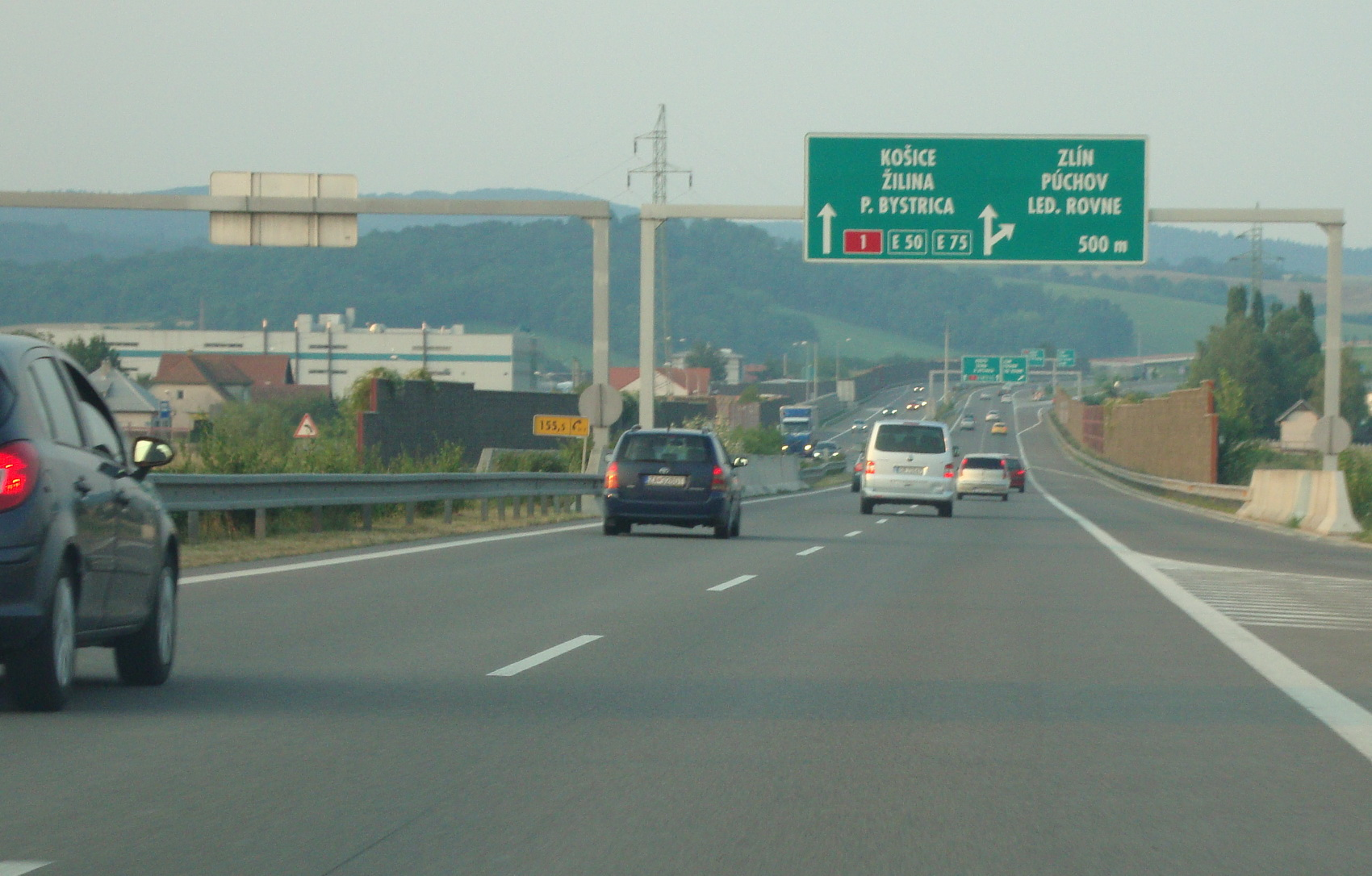
Před křižovatkou Beluša

Výstavba této části D1 začala v roce 1997, ale v roce 1999 byla pozastavena. Na trase je celkem 27 mostů a dálniční přivaděč Púchov. Nejdelší most (Pružinka) má délku 902 metrů. První část úseku od Ladcí po začátek křižovatky Beluša s délkou 1,9 km uvedli do provozu v polovičním profilu 24. července 2004 a v plném profilu 26. srpna 2004. Zbytek úseku byl uveden do provozu 9. prosince 2005.

### Sverepec – Vrtižer

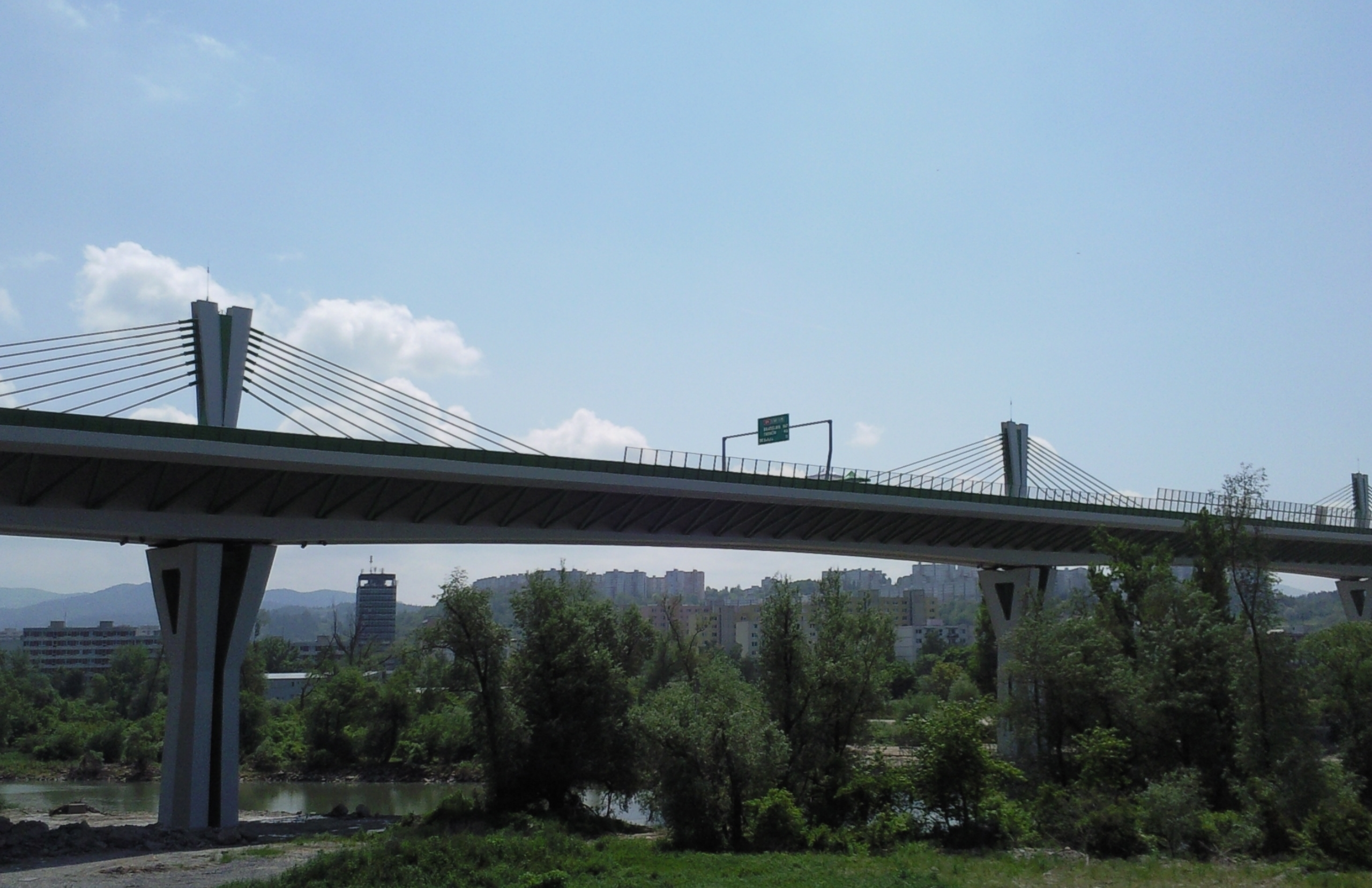
Estakáda Považská Bystrica

Výstavba začala v lednu 2008 a úsek začíná na mimoúrovňové křižovatce Sverepec, kde dálnice překračuje silnici I/61. Dále přechází nad městem Považská Bystrica estakádou s délkou 1 444 metrů. Původně měl město obcházet tunel, ale nakonec vláda prosadila estakádu. Druhým významným mostem je estakáda podél Hričovského kanálu s délkou 1 694,5 metrů, vybudovaná jako ochrana tohoto úseku dálnice před povodněmi. Úsek končí na mimoúrovňové křižovatce Považská Bystrica, sever (Vrtižer). Na úseku byly vybudovány protihlukové stěny o délce 2 000 metrů, jedno pravostranné odpočívadlo „Považská Bystrica“ a Středisko správy a údržby dálnic (SSÚD) Považská Bystrica. Úsek byl otevřen 31. května roku 2010.

### Vrtižer – Hričovské Podhradie
Dálniční úsek D1 Vrtižer – Hričovské Podhradie má délku 12,9 km. Z původní délky 13,457 km byl zkrácen tak, aby končil na začátku dálnice D3. Na trase se nachází i mimoúrovňová křižovatka Bytča.
Výstavba začala v říjnu roku 1998, ale o rok později byla pozastavena. Výstavbu obnovili v červenci 2004 a úsek uvedli do provozu v plném profilu 29. června 2007.

### Hričovské Podhradie – Lietavská Lúčka
Úsek má délku 12 350 metrů. Trasa dálnice prochází přes vrch Viešky tunelem Ovčiarsko a pokračuje po svazích údolí potoka Bitarová. Na konci katastrálního území Bánové tunelem Žilina vstupuje do údolí Rajčianky a obce Lietavská Lúčka. Obec Lietavskú Lúčku překonává estakádou a trasa končí na křižovatce s přivaděčem Žilina – jih. Úsek se původně měl začít budovat v roce 2010 jako součást PPP-projektu, který byl koncem roku 2010 ministrem dopravy Jánom Figeľom zrušený. Na financování tohoto úseku se měly použít peníze ze státního rozpočtu a eurofondů. Úsek se začal stavět v lednu 2014 a měl by být dokončen v lednu 2018.

### Lietavská Lúčka – Dubná Skala
Tento úsek obejde problematický úsek silnice I/18 u Strečna, kterým projede až 30 000 aut za den. Je to nejnáročnější a technicky nejtěžší úsek dálnice D1. Úsek má délku 12,9 km a je rozdělen na podúseky Lietavská Lúčka – Višňové a Višňové – Dubná Skala. První úsek tvoří jen nájezd do nejdelšího tunelu na Slovensku Tunel Višňové (pokud by se plánovaný tunel Karpaty postavil jako jeden souvislý tunel, byl by tunel Višňové druhý nejdelší) a také zde bude 5 mostů. Stavba byla zahájena v červnu 2014 a měla být dokončena v prosinci 2019. Vysoutěžený zhotovitel však stavbu v roce 2019 opustil. Stavba bylo znovuobnovena v roce 2021. Úsek by měl být zprovozněn v roce 2025.

### Dubná Skala – Turany
Úsek Dubná Skala – Turany má délku 16,450 km. Součástí stavby byly i tři mimoúrovňové křižovatky. Dále se stavěl dálniční přivaděč z Martina s délkou 1,8 km, 28 mostů, malé a velké oboustranné odpočívadlo Turčianska Štiavnička.
Smlouva o výstavbě byla podepsána 26. října 2011, samotná stavba začala 11. listopadu 2011. Úsek byl zprovozněn 10. července 2015.

### Turany – Hubová
Po letech plánování zatím není vybrána ani jedna varianta trasy. Jednou z variant je tzv. povrchová varianta s délkou 13,575 km, jejíž součástí by byly dvě mimoúrovňové křižovatky, 14 mostů a tunely Rojkov (1 810 m) a Havran (2 813 m). Další varianta (tzv. tunelová) počítá s 5,7 km dlouhým tunelem Korbeľka. Úsek nebude hotov před rokem 2032. V srpnu 2024 vypsala slovenská Národná diaľničná spoločnosť (NDS) tender na dostavbu úseku D1 Turany – Hubová, stavba by měla trvat 7 let a stát by měla 1,473 miliardy eur bez DPH (37 miliard korun).

### Hubová – Ivachnová
Tento úsek dlouhý 15,250 km byl součástí tzv. 1. balíku PPP-projektů. Začátek prací byl původně plánován na rok 2012, ale kvůli průtahům se posunul na prosinec 2013. Bude tvořit severní obchvat města Ružomberok. Jedná se o technicky náročnou stavbu, kdy na tomto úseku má být vybudováno 21 mostů s celkovou délkou 4 845 metrů a také tunel Čebrať. Součástí stavby jsou i dvě mimoúrovňové křižovatky. Úsek by měl být hotov v červnu 2017. Ražba tunelu Čerbať však byla v roce 2015 po 300 metrech přerušena pro riziko sesuvu svahu nad trasou tunelu u jeho západního portálu. Trasa tunelu byla přeprojektována (nově má  3 650 m) a v roce 2018 byla obnovena jeho ražba. Úsek by měl být zprovozněn v roce 2024.

### Ivachnová – Liptovský Mikuláš
Úsek měří 14,332 km a nachází se mezi městy Ružomberok a Liptovský Mikuláš. Výstavba probíhala od ledna 1973 do prosince 1977 současně s výstavbou vodního díla Liptovská Mara. Ve směru na Košice byla vybudována odpočívadla Ivachnová (v budoucnosti by mělo být i v opačném směru) a Čemice. Mezi nimi se nachází ještě velké oboustranné odpočívadlo Dechtáre. Náklady na výstavbu úseku dosáhly celkově na 241,3 milionu Kčs. V letech 2005 až 2006 byly vybudovány chybějící odbočovací a připojovací pruhy na odpočívadlo Dechtáre v celkové délce 1 006 metrů.

### Liptovský Mikuláš – Liptovský Ján
Výstavbou tohoto úseku s délkou 7,130 km byl vytvořen jižní obchvat Liptovského Mikuláše. Úsek byl ve výstavbě od března 1972, přičemž jeho část zprůjezdnili 1. července 1976, zbytek 9. prosince 1976, což ho v pořadí odevzdaných úseků dálnice D1 řadí na druhé místo, hned za úsek Bratislava – Senec. Součástí stavby byla kromě křižovatek Liptovský Mikuláš a Liptovský Ján i budova Střediska správy a údržby dálnic (SSÚD) v Liptovském Mikuláši. Celkové náklady na výstavbu dosáhly 368 milionů Kčs. V současnosti se na úseku plánuje výstavba křižovatky Závažná Poruba, která by zkvalitnila dopravní napojení na dálnici pro obyvatele východní části města Liptovský Mikuláš, ale i obcí sousedících s městem. Dokumentace předložená na posouzení vlivu na životní prostředí počítá s výstavbou po roce 2012 a odhaduje dobu výstavby na zhruba dva roky.

### Liptovský Ján – Liptovský Hrádok

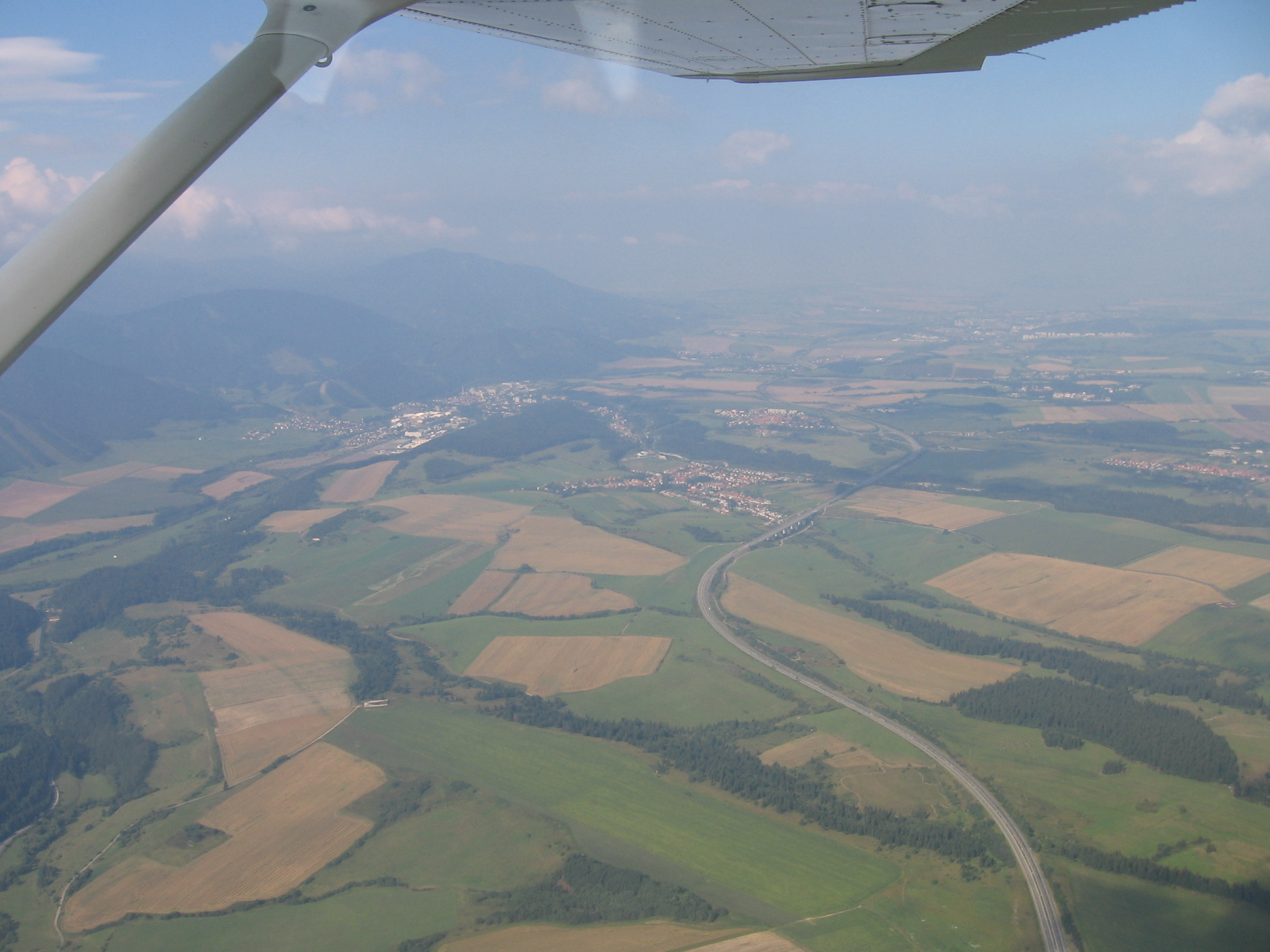
Dálnica D1 u obce Dovalovo.

Úsek mezi Liptovským Jánem a Liptovským Hrádkem s délkou 5,51 km byl ve výstavbě od dubna 1975 do prosince 1983 a nachází se na něm nejdelší silniční most na Slovensku – Viadukt Podtureň dlouhý 1 035 metrů. Viadukt probíhá 12 metrů nad terénem, nad dolinou řeky Váh a obcí Podtureň. Součástí stavby úseku jsou i dvě mimoúrovňové křižovatky – Liptovský Ján a Liptovský Hrádok. Výstavba úseku si vyžádala investici ve výšce 502,7 milionu Kčs.

### Liptovský Hrádok – Hybe
Úsek s délkou přesně 7 km byl ve výstavbě ve dvou etapách. První etapa probíhala od dubna 1983 do června 1986, přičemž se dálnice budovala jen v polovičním profilu. Druhá etapa, představující dobudování na plný profil se začala realizovat v dubnu roku 1987 a byla dokončena až po Sametové revoluci v říjnu 1990. Celkové náklady na výstavbu obou profilů dosáhly sumy 583,2 milionu Kčs. Dominantním prvkem úseku je montovaný Most Dovalovec s délkou 526,4 metru, který přemosťuje potok Dovalovec a přilehlé území ve výšce 33,06 metru.

### Hybe – Važec
Úsek vedoucí paralelně se silnicí I/18 a železnicí podél Bílého Váhu měří 10,6 km. Ve výstavbě byl od roku 1996 až do roku 2007, ale do předčasného užívání byl odevzdán již 16. listopadu 2000, přičemž v polovičním profilu sloužil již od roku 1998. Součástí stavby byla jedna křižovatka (Východná), devět mostů a čtyři nadjezdy. U obce Východná bylo vybudováno malé oboustranné odpočívadlo. Po odevzdání do předčasného užívání postupně pokračovaly dokončovací práce na výjezdu a odpočívadle Východná a dalším technickém vybavení dálnice až do října 2007. Celkové náklady se vyšplhaly na hodnotu 3,461 miliardy slovenských korun.

## Dálniční přivaděče
Dálniční přivaděč PD 5 napojuje na dálnici D1 Trenčín.
Součástí dálničních mimoúrovňových křižovatek jsou také úseky silnic, které byly v minulosti formálně samostatnými dálničními přivaděči. Jedná se o bývalé dálniční přivaděče PD 3 v Bratislavě mezi silnicí I/61 a dálnicí D1 u čtvrtě Vajnory s délkou 0,533 km, PD 4 v okrese Nové Mesto nad Váhom mezi silnicí II/507 a dálnicí D1 u obce Lúka s délkou 0,278 km, PD 6 v okrese Liptovský Mikuláš mezi silnicí I/18 a dálnicí D1 u obce Východná s délkou 0,783 km, PD 7 v okrese Prešov mezi silnicí I/18 a dálnicí D1 u obce Široké s délkou 0,506 km, PD 8 v okrese Liptovský Mikuláš mezi silnicí I/18 a dálnicí D1 u obce Važec s délkou 0,333 km, PD 9 v okrese Poprad mezi silnicí III/018144 a dálnicí D1 u obce Štrba s délkou 0,814 km a PD 10 v okrese Bytča mezi silnicí II/507 a dálnicí D1 u města Bytča s délkou 0,746 km.

## Galerie

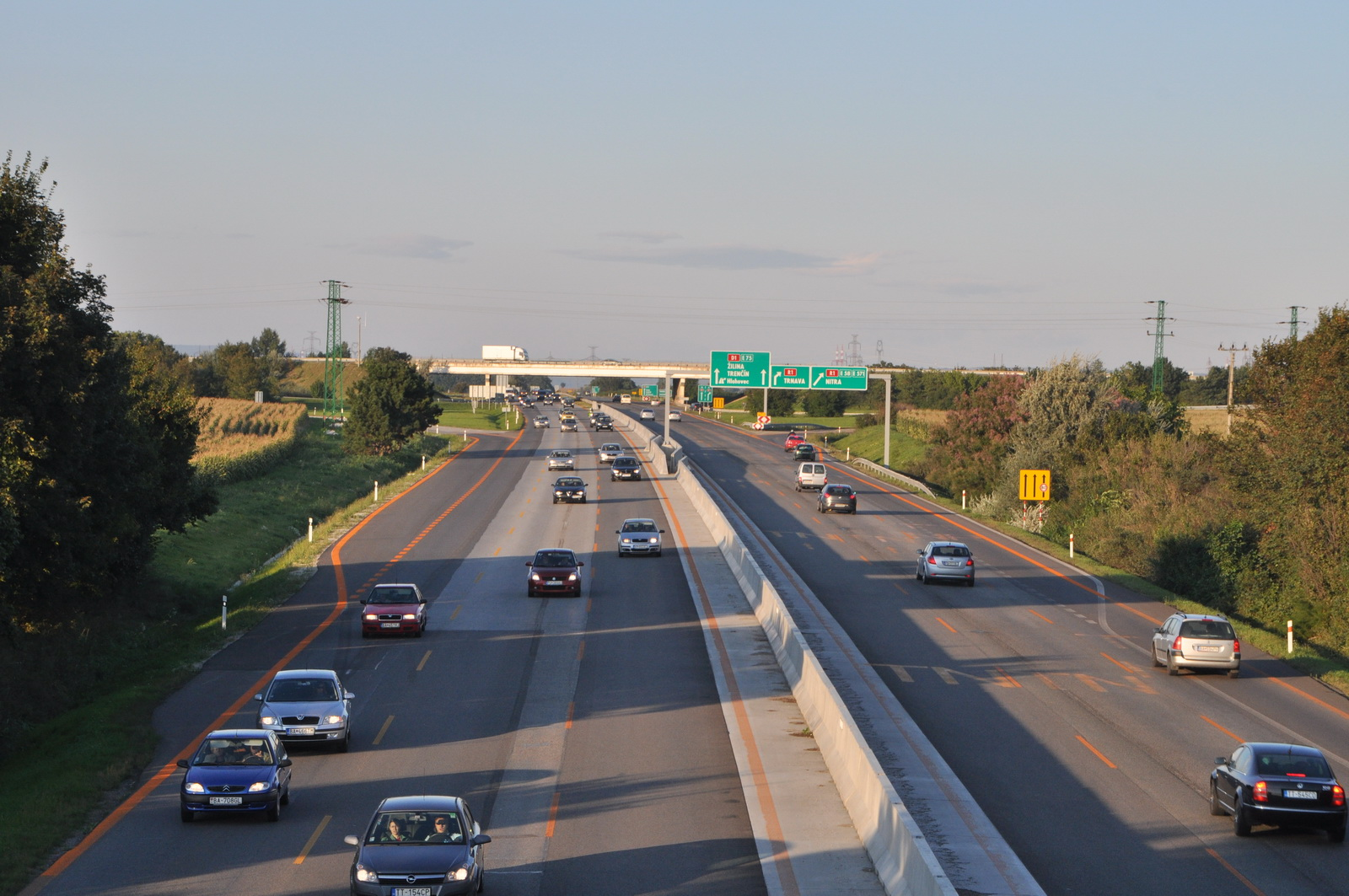
křižovatka Trnava s R1
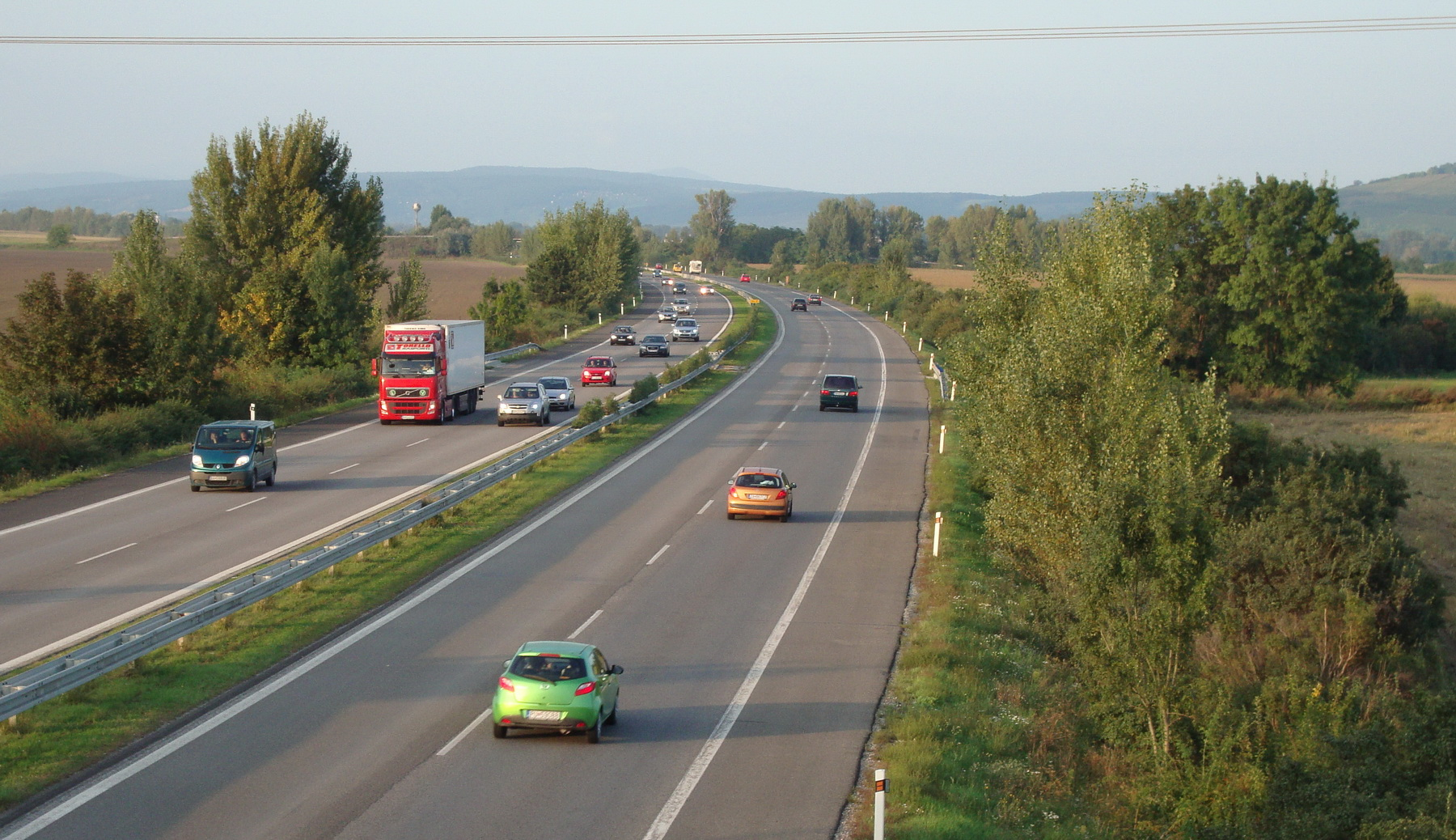
D1 na 58.km
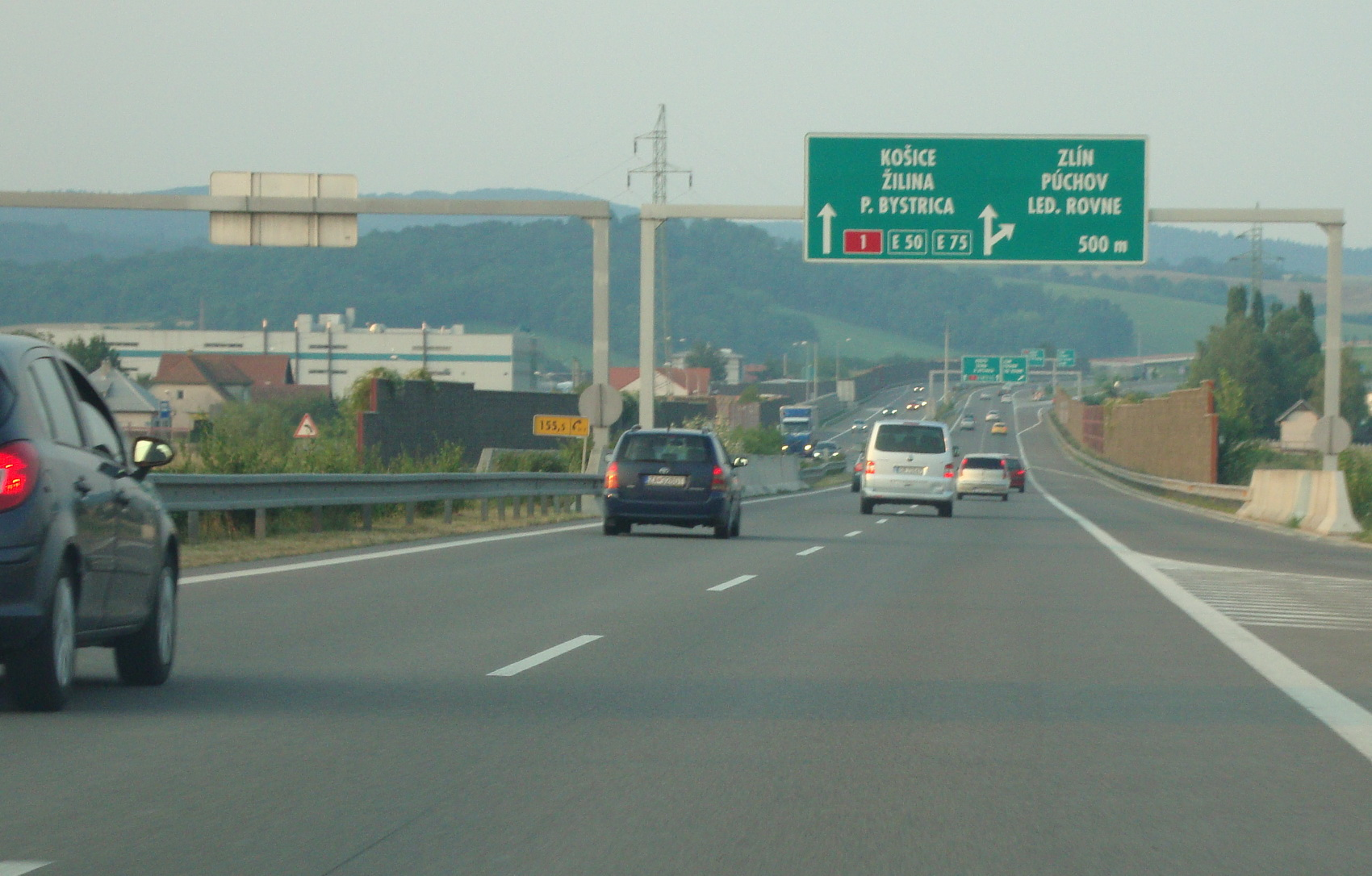
křižovatka Beluša
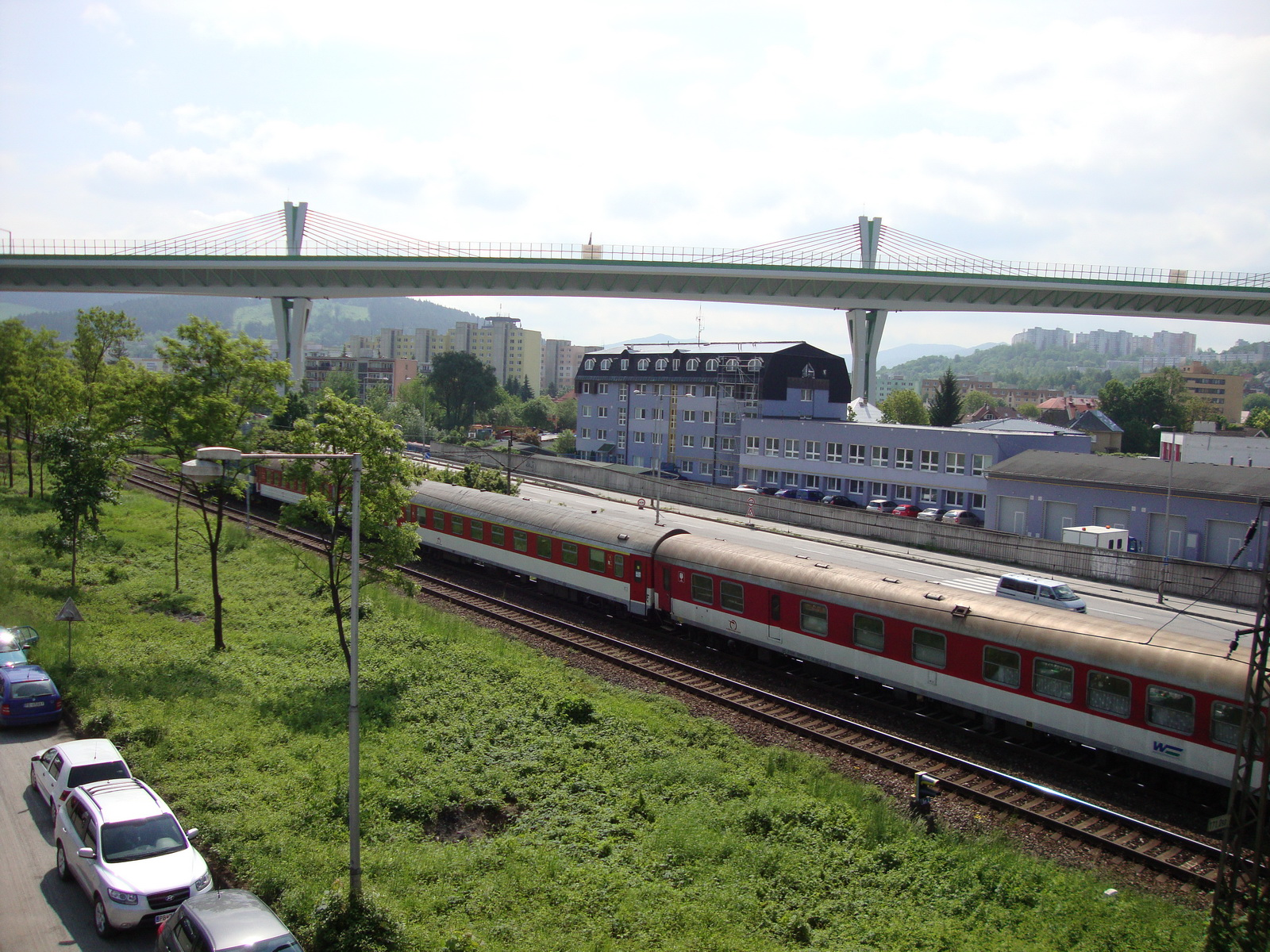
D1 estakáda Považská Bystrica
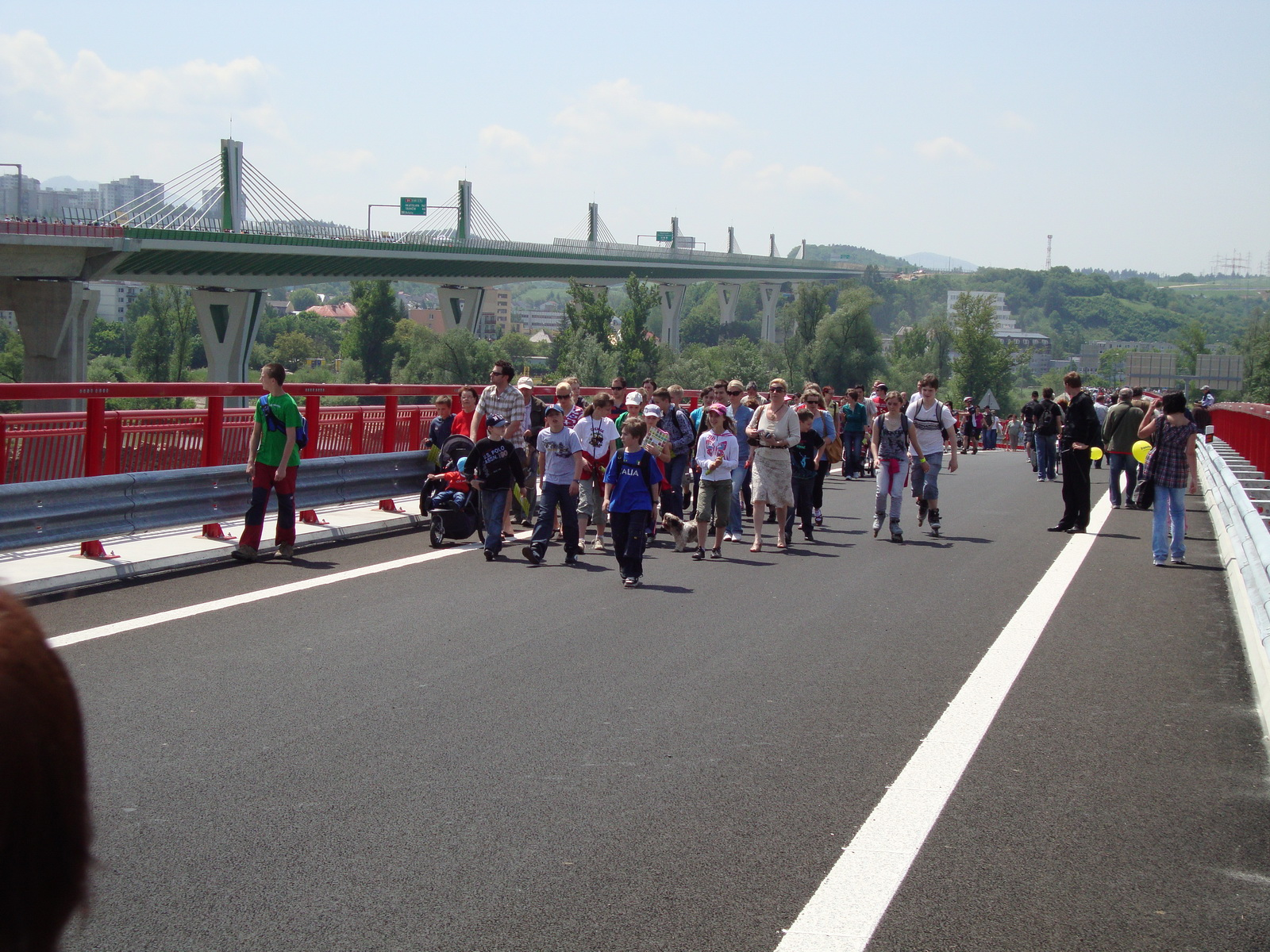
otevření estakády v Považské Bystrici na D1
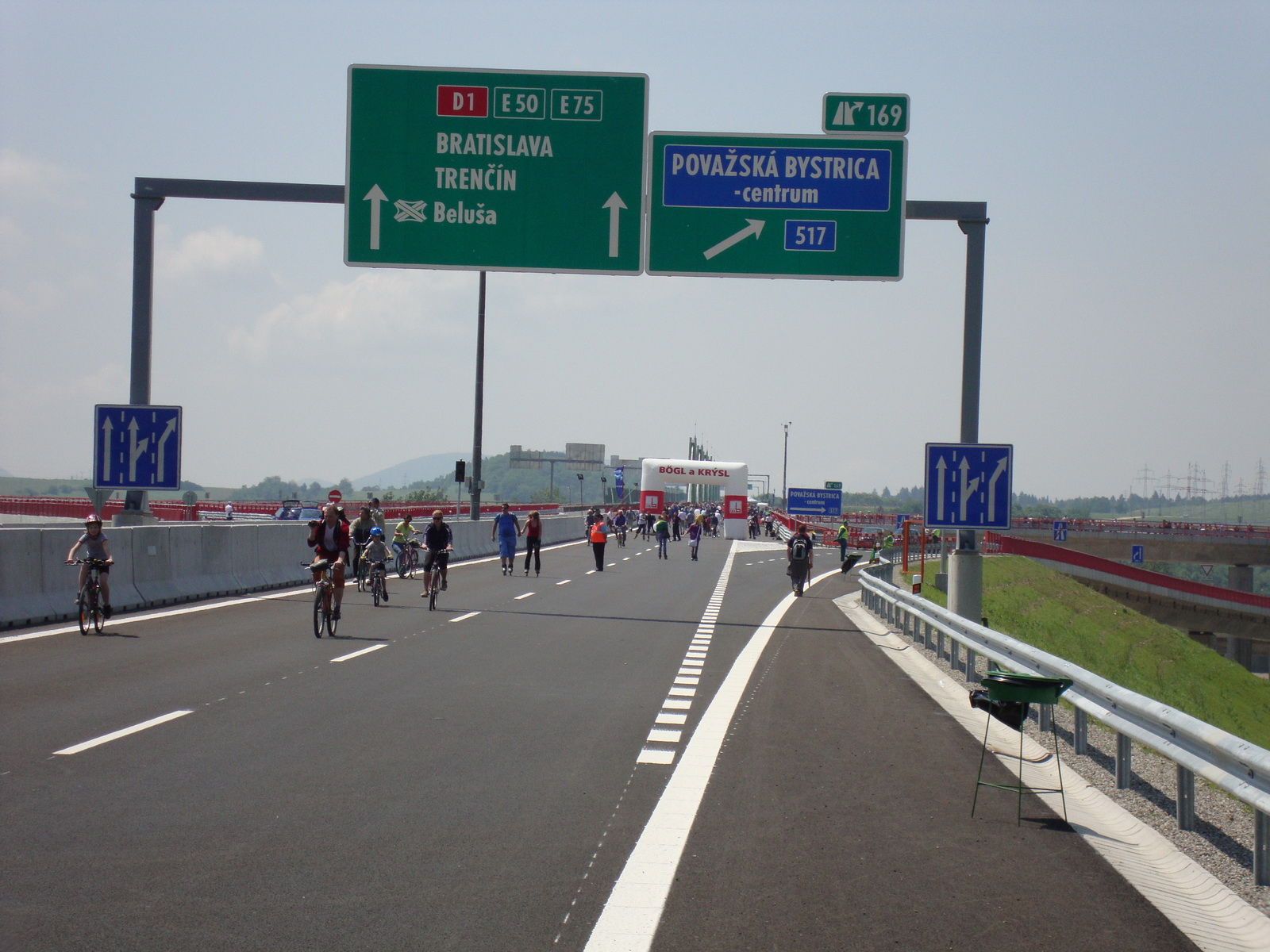
otevření estakády v Považské Bystrici na D1
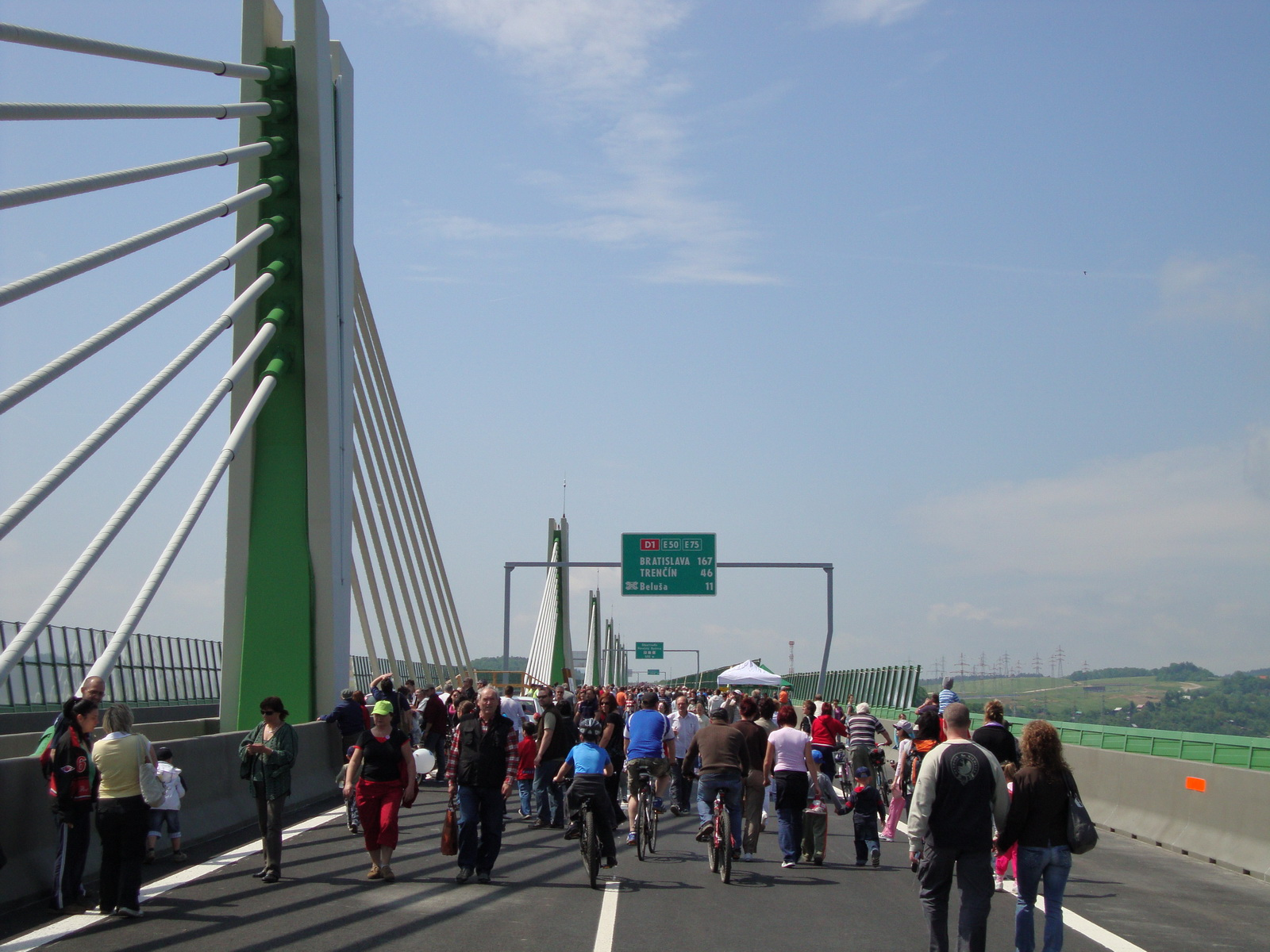
otevření estakády v Považské Bystrici na D1
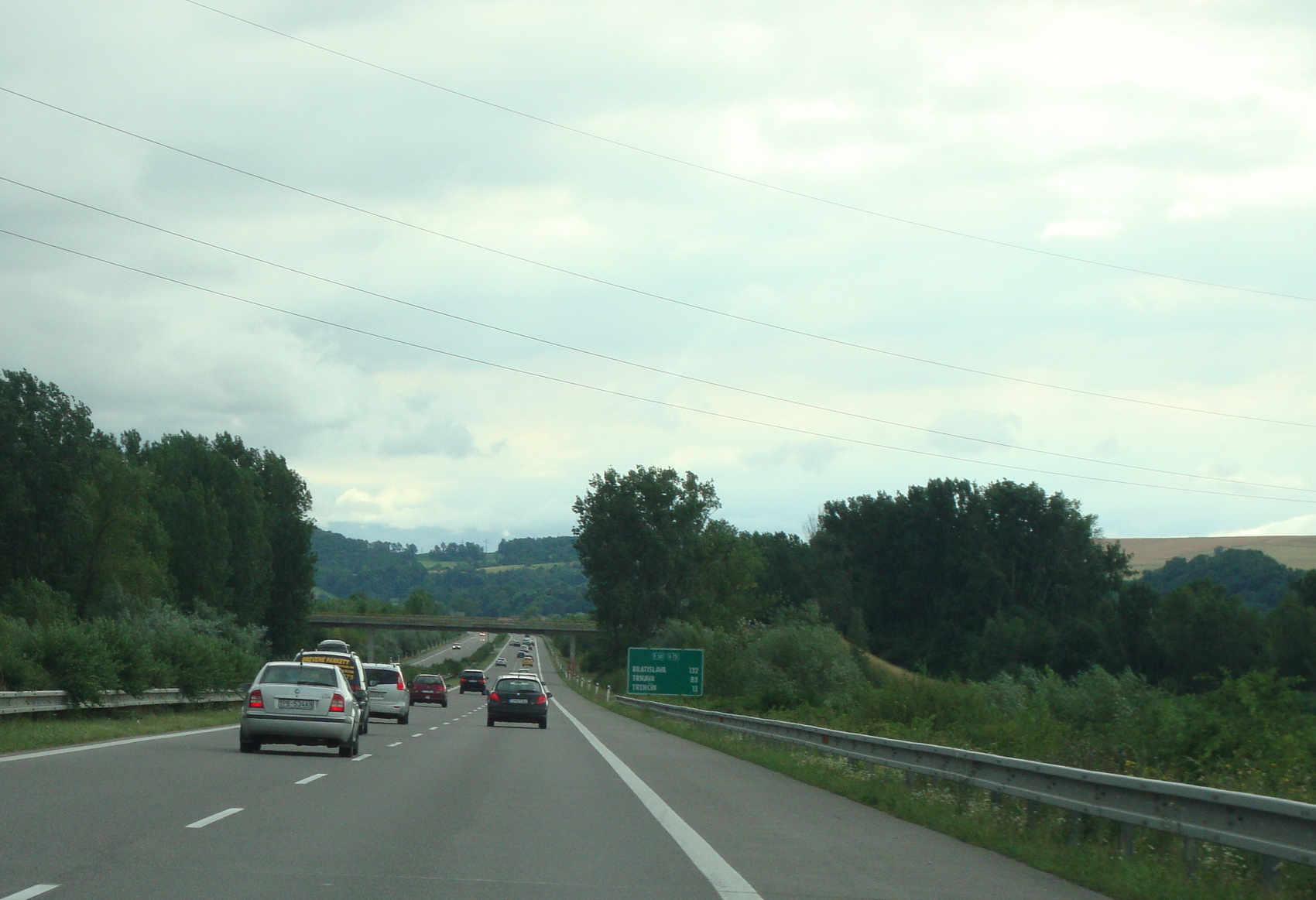
D1 u Dubnice nad Váhom
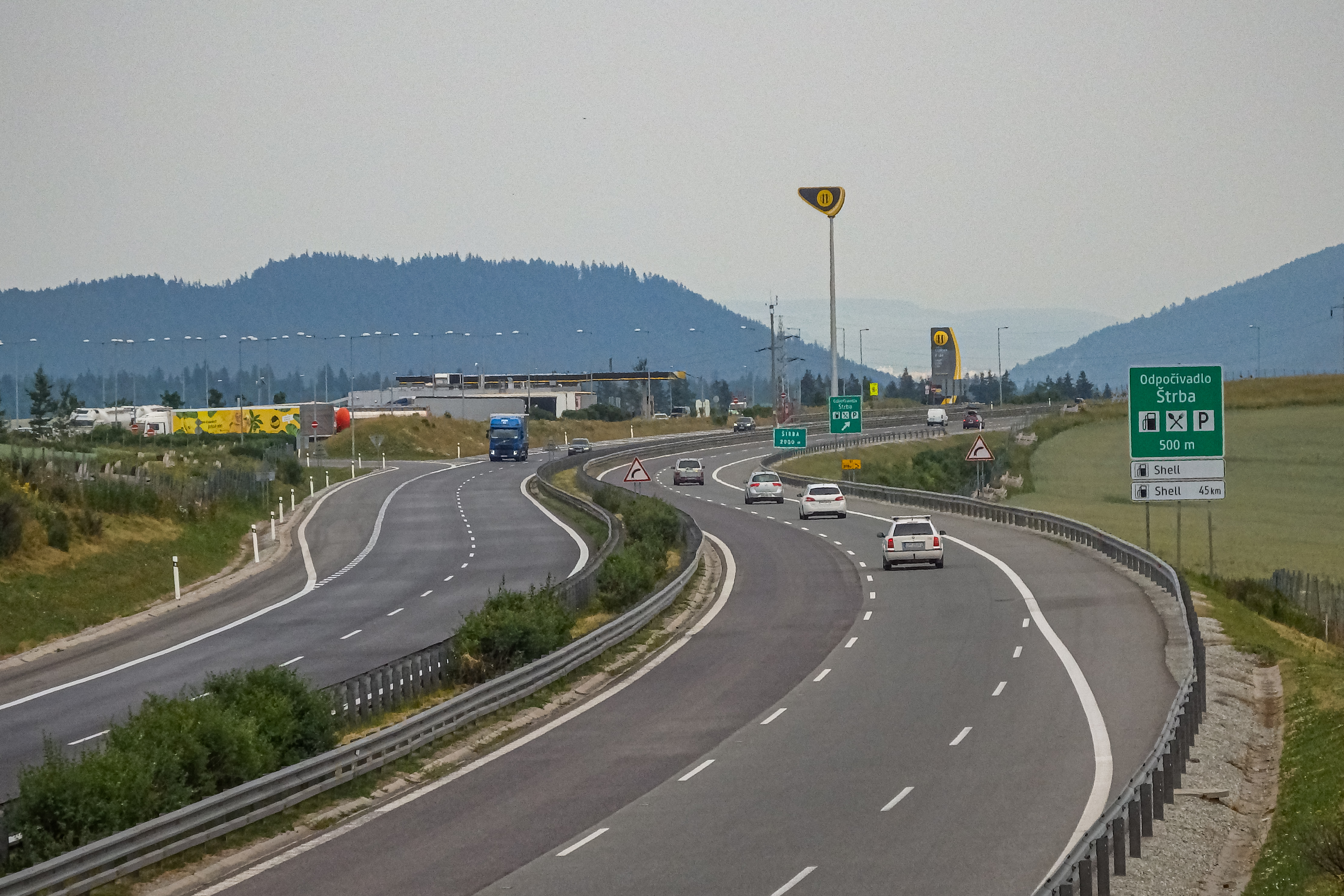
Nejvýše položený úsek D1 v lokalitě Vlčia jama s odpočívadly Štrba v nadmořské výšce 924 m n. m.